# Nova Itamarati
Nova Itamarati é um distrito do município de Ponta Porã, estado de Mato Grosso do Sul. Possui uma população de 15.867 habitantes . Está localizado na área da antiga Fazenda Itamaraty desapropriado em 2002 para reforma agrária e implantação de um assentamento e elevado a distrito Projeto de Lei 02/2015 pela câmara municipal de Ponta Porã.

## Geografia
Está localizado a 22º11' de latitude Sul e 55º34' de longitude, e altitude média de 550 m, oeste, no município de Ponta Porã, fazendo limite com os seguintes municípios: Maracaju ao norte, Dourados a nordeste e a leste, Laguna Carapã a sudeste, Aral Moreira ao sul, Paraguai a sudoeste, Antônio João e Bela Vista a oeste e Jardim e Guia Lopes da Laguna a nordeste.

## Educação
Escolas
- E. E. Professor José Edson Domingos dos Santos - pelo decreto 10.701 de 15/03/02 D.O 5713 de 18/03/02

- E. E. Nova Itamarati

- E. E. Professor Carlos Pereira da Silva

- E. M. Nova Conquista